# Лосиная Лука
Лоси́ная Лу́ка — село в Петровском районе Тамбовской области России. Входит в Красиловский сельсовет.

## География
Расположено на реке Матыра.

## Население
| 2002 | 2010 |
| ---- | ---- |
| 208  | ↘157 |

## История
В писцовых книгах 1699 года записано: «… соколянам детям боярским Ивану Меньшову Фёдорову сыну Филатову с товарищи письма и межевания… 206 года даны усадища в Сокольском уезде за рекою Матырою в Лосиной Луке… из дикого поля из порозжей земли: Ивану Меньшову Филатову 60 четвертей, Моисею Рыкову 40 четвертей, Савостьяну Мухортову с товарищи, 121 человек, по 20 четвертей, всего 123 человека, 2520 четвертей, сена против того по указу». Это официальная запись о закреплении отведённой земли основателям села Лосиная Лука (Лука — изгиб реки, Лосиная — в луке водились лоси), что на левом берегу реки Матыры.
206 год — это 7206 год от сотворения мира, соответствующий 1698 году от Рождества Христова. Он и является годом основания села. Дети боярские — категория служилых людей, наделявшаяся за службу землёй в поместную (наследственную) собственность. Соколяне — служилые люди города-крепости Сокольска на Белгородской укреплённой черте, находившегося в старой части современного Липецка. Четверть — земельная мера, равная 1,5 десятинам в трёх полях: пашни, перелога и дикого поля. При обилии земли господствовала переложная система земледелия, при которой несколько лет засевалось одно поле, два других отдыхало. Потом поля менялись. Дикое поле (целина) распахивалось, пашня становилась перелогом, а перелог превращался в целину, дикое поле. Отвод земли проходил весной, в конце апреля или в мае.
Межа землям, отведённым лосинолукцам, начиналась в верховьях Глушицкого истока, где стояли дуб и липа. В конце 70-х годов XX века старожил села Болучевских Д. Ф., которому было за 90 лет, рассказывал, что на его памяти на окраине села был дуб, который могли обхватить только четыре человека, взявшись за руки. Дуб называли Маврицким, вероятно, за старость, в подражание Маврицкому дубу из религиозного предания. Надо полагать, что этот дуб в свою относительную молодость и был «пограничным» знаком на землях основателей Лосиной Луки. От дуба межа шла через Босолук и Проточину на Большой Босолук и через Б. Босалук к речке Плавице. Направо были земли Ивана Большого Филатова с товарищи (основатели села Тафино), а налево — Ивана Меньшого с товарищи. От речки Плавицы межа шла степью к Матыре и через Матыру в Яблоновскую луку, и через Орлово озеро (сейчас это низина, именуемая «Залой») снова к Матыре. Направо от этой границы земли Ефима Горенского с товарищи (основатели села Яблоновца), налево — лосинолукцев. От реки Матыры грань шла по Лосиной Луке к истокам Глушицы. Направо были земли Акима Бунина с товарищи (основатели села Большой Избердей), налево — лосинолукцев. В заключении описания межи говорится: «а в лес им выезжать в Тафинский и Яблоновской липяг, Ивану Филатову с товарищи вообще с Аникой Буниным, да с Иваном Большим Филатовым, да с Ефимом Горенским и с товарищи их».
В первые два десятилетия взрослое мужское население продолжало числиться служилыми людьми. Так, в 1716 году в Лосиной Луке служилых чинов людей было 48, в том числе: полковой слуюбы — 6, городовой службы — 28, рейтарской службы — 8, копейщиков — 5. В ландмилиции служило четыре человека, в их числе Василий Ледовских, Иван Сотников, Евстрат Кузовкин. Среди основателей села были Болучевские, Гулевские, Шараповы, Шипиловы, Веселовские, Ледовские, Цукановы. В 1719 году служилые люди были переведены в категорию однодворцев, имевших право на частное владение землёй и крепостными, но как и крестьяне платившие подати и несшие рекрутскую повинность. В селе была деревянная церковь во имя великомученика Дмитрия Солунского, в которой служил поп Ефим Дмитриев.
В трудное время предки лосинолукцев осваивали новую родину. Шла война со Швецией. Рекрутские наборы в солдаты, на заготовку леса, на строительство кораблей, крепостей, дорог следовали один за другим. Забирали самых молодых и крепких. Росли всевозможные налоги, поборы, натуральные повинности. При том, что нужно было строиться, поднимать никогда не паханную степь. Первопоселенцам удалось преодолеть все трудности и лишения, к середине XVIII века они крепко сидели на облюбованной ими земле. Из землянок и хибарок перешли в рубленые избы, небольшие, с земляным полом, топившиеся по-чёрному. Росла численность населения. Переложная система земледелия вытеснялась трёхпольем. Всё дальше в степь продвигались пашни. Чтобы не тратить время на переезды в дальние поля, часть жителей Лосиной Луки в середине XVIII века переселилась на реку Плавицу, к месту впадения Большого Босолука. Новопоселенная деревня стала называться Яблоновцем. В конце XIX века она была известна как Яблоновое, а в конце XX века — Свиньино, по фамилии владельца.
В дачах Лосиной Луки появляются владения помещиков, которые скупали земли однодворцев. По генеральному межеванию 1778 года в Лосиной Луке и в деревне Яблоновце имели земли: генерал-аншеф и кавалер ряда орденов Н. И. Салтыков, генерал-поручик П. С. Свиньин, полковник и кавалер Ю. А. Пушкин (брат М. А. Ганнибал, бабушки А. С. Пушкина), его жена Надежда Герасимова дочь (сестра книгоиздателя и журналиста И. Г. Рахманинова), Пётр Лукин сын Вельяминов (родной брат бабки изобретателя лампы накаливания А. Н. Лодыгина), княгиня Ф. Ф. Борятинская и ряд других владельцев. Вместе с однодворцами у них числилось 1380 десятин пашни, 645 десятин сенных покосов, 370 десятин дровяного леса, а всего земли 2867 десятин, в том числе 36 десятин церковных земель. Помещики, кроме Свиньина, крепостных не имели и жили в других местах. В Лосиной Луке было 100 дворов и 776 жителей обоего пола.
В 1801 году освящается новый деревянный храм Дмитрия Солунского, перестроенный и расширенный в 1835 году. Он простоял до 30-х годов XX века, когда его постигла судьба всех церквей Петровского района, он был сломан. Лосиная Лука росла медленно, сказывалось её отдаленность от дорог. Даже с соседними сёлами Шехманью, Тафином, Тынковым связь затруднялось из-за отсутствия постоянных мостов через Матыру. Так, с 1764 года по 1858 год население увеличилось на 19 %. Только с отменой крепостного права начинается бурный рост численности населения. За 25 лет, с 1858 года по 1883 год, оно выросло на 44 % и на 55 % за последующие 34 года, достигнув 2178 человек в 1917 году.
В 1861 году священник Николай Богданов положил начало школьному делу в Лосиной Луке: в своём доме стал обучать 21 мальчика. В начале 80-х годов XIX века в селе было уже 30 грамотных мужчин. Занятия не были регулярными, зависели от инициативы священника. Крестьяне не стремились посылать детей в школу. В конце XIX века при церкви уже была школа грамоты. Она размещалась в кирпичной церковной сторожке, площадью в 74,5 квадратных аршина (аршин = 0,71 м). При классной комнате была раздевалка. В 1899 году на начало учебного года в школе было 40 мальчиков. Учились в основном дети зажиточных крестьян.
Наиболее полное представление о положении села дают статистические сведения за 1883 год. В том году в Лосиной Луке числилось 192 двора и 1296 жителей, 18 человек служило в солдатах. Во владении крестьян было 1764 десятины пахотной земли и 476 десятин неудобий (болота, кочкарники и пр.). На одного трудоспособного мужчину приходилось 5 десятин. Более трети хозяйств свой надел не обрабатывали, сдавали в аренду. Причина — отсутствие лошади. Вообще же у жителей села было 269 рабочих лошадей и 69 жеребят, 227 коров и 108 телят, 2632 овцы, 125 свиней. Около четверти дворов имело по одной лошади, более четверти — по 2-3, двенадцать дворов имело по 4-5 лошадей, а три двора — свыше пяти.
Девятая часть дворов не имела никакого скота. В шести дворах было 92 колодных улья, в девяти — имелись сады, в которых росло 75 плодовых деревьев. В большинстве лосинолукцы жили в деревянных избах, представлявших собой квадрат со стороной 6-8 аршин. Но были и пятиаршинные избы. А десять крестьян жили в избах размером в 9-10 аршин. У десяти крестьян изб вообще не было. В селе было три трактира и три промышленных предприятия, в том числе водяная мельница, принадлежавшая липецкому купцу А. И. Сизову. Жители Лосиной Луки выплачивали в год выкупных платежей за землю 1726 рублей, государственных платежей 1709 рублей, земских сборов 581 рубль, волостных сборов 352 рубля, сельских сборов 421 рубль, что в итоге составляло на работника 14 рублей 10 копеек.
В последующие годы продолжается рост села. Своего «пика» развития Лосиная Лука достигла к Первой мировой войне. Несмотря на три года войны в 1917 году в селе было 345 дворов и 2178 жителей. Кроме того, 282 человека находились в отлучке (служили в армии, находились на заработках и др.). Численность крупного рогатого скота выросла на 61 %, в том числе коров на 15 %, свиней на 81 %, лошадей на 9 %, причем рабочих лошадей стало меньше. Сказалась мобилизация для армии. Почти на пятую часть сократилось поголовье овец, что стало следствием сокращения выпасов из-за их распашки с ростом численности населения, в то же время почти половина хозяйств была без рабочего скота, более трети не имело коров, а шестая часть вообще не имела скота. Более шестой части не имело полевого надела, то есть пашни. Из промышленных и торговых заведений в 1912 году в селе было две ветряные мельницы, водяная мельница Сизова, мельница с нефтяным двигателем Дементьева, 4 лавки. Были кузнецы, вальщики, портные и так далее.
В годы гражданской войны и военного коммунизма хозяйство села было отброшено назад. К 1920 году поголовье рабочих лошадей в сравнении с 1917 годом сократилось на треть, крупного рогатого скота более чем на половину, овец в 3,5 раза, свиней в 57 раз. Были закрыты лавки, частные предприятия, сократились посевные площади. Комиссия по учёту имений в декабре 1917 года отмечала, что хозяйство наследников купца А. И. Сизова разорено и заброшено: 9 лошадей, в том числе 5 рабочих, 2 коровы, 200 пудов ржи, 60 пудов овса, до 500 пудов сена, до 200 копен овсяной, просяной и ржаной соломы, мельница, два жилых дома, постройки оказались бесхозными.
Только в годы новой экономической политики наступило оживление в хозяйстве села. Но наступил 1929 год — «год великого перелома», положивший начало «сплошной коллективизации на базе ликвидации кулачества как класса». В 1935 году в Лосиной Луке было создано три колхоза: «12-й Октябрь», имени Ежова и имени Водопьянова. В 1937 году они объединяли 276 дворов с 1157 колхозниками, что составляло подавляющее число жителей села. В конце года в колхозах было 106 лошадей, в том числе 69 рабочих, 37 голов крупного рогатого скота, в том числе 6 коров, 90 свиней, 130 овец, 21 пчелосемья. У колхозников в личном пользовании было 152 головы крупного рогатого скота (коров не указано в отчёте), 7 свиней, 128 овец и коз. Более пятой части колхозных дворов скота вообще не имело. В том урожайном году на трудодень дали зерна: в «12-м Октябре» — 4,5 кг, в колхозе имени Ежова — 5,8 кг, в имени Водопьянова — 3,6 кг. Давали и деньги (по 3,5 и 2,4 копейки на трудодень), и солому (по 5,1 и 8,8 мг). В остальные же годы выдавали по 150—300 граммов на трудодень, о деньгах говорить не приходится. Колхозники жили за счёт своих огородов, на которых кроме картофеля и овощей по нескольку соток отводили под посев ржи, проса, махорки.
В годы Великой Отечественной войны лосинолукцы как и весь советский народ отдавали все силы делу разгрома врага. 104 жителя Лосиной Луки занесены в Книгу памяти как погибшие или пропавшие без вести. Многие сельчане за храбрость и отвагу были награждены орденами и медалями. А женщины, старики и подростки самоотверженно трудились на полях и фермах колхозов. Трудными были и послевоенные годы. Только во второй половине 50-х годов XX века наступило некоторое улучшение. Колхозы села объединились в один, потом он слился с колхозом соседнего села Красиловки. В селе стали ремонтировать дома, строить новые, заменять соломенные крыши на шиферные и железные.
В 60-х годах XX века село электрифицируется. Колхозники стали приобретать радиоприёмники, телевизоры, мебель, мотоциклы и автомобили. Но в то же время усиливается отток жителей, особенно молодёжи, в города. В селе закрываются неполная средняя школа, клуб, библиотека, которые были открыты ещё до войны. В конце 1986 года в Лосиной Луке осталось 355 жителей, из них 16 человек числились отсутствующими (учились в городах, служили в армии). А на 1 января 1998 года в селе осталось 133 двора и 255 человек населения, из которых около 40 % пенсионеров. В их хозяйствах 44 коровы, 33 свиньи, 73 овцы и 24 лошади. 